# Heterotricha marginata
Heterotricha marginata är en tvåvingeart som beskrevs av Edwards 1940. Heterotricha marginata ingår i släktet Heterotricha och familjen slemrörsmyggor. Inga underarter finns listade i Catalogue of Life.